# Pilocosta nubicola
Pilocosta nubicola är en tvåhjärtbladig växtart som beskrevs av Frank Almeda. Pilocosta nubicola ingår i släktet Pilocosta och familjen Melastomataceae.
Artens utbredningsområde är Costa Rica. Inga underarter finns listade i Catalogue of Life.